# Prix international Alfonso-Reyes
Le prix international Alfonso-Reyes (espagnol : Premio Internacional Alfonso Reyes) est un prix littéraire mexicain donné pour distinguer le parcours, les mérites et les contributions au sein de la littérature.
Nommé en l'honneur d'Alfonso Reyes, le prix est remis par le Conseil national pour la culture et les arts, l'Institut national des Beaux-Arts (en) (INBA), la Sociedad Alfonsina Internacional, le gouvernement du Nuevo León et les maisons d'édition Siglo XXI et Ediciones Castillo. Il a été créé en 1972, et il a été remis pour la première fois en 1973.

## Récipiendaires
- 1973 : Jorge Luis Borges ( Argentine)
- 1974 : Marcel Bataillon ( France)
- 1975 : Alejo Carpentier ( Cuba)
- 1976 : André Malraux ( France)
- 1977 : Jorge Guillén ( Espagne)
- 1978 : James Willis Robb ( États-Unis)
- 1979 : Carlos Fuentes ( Mexique, né au Panama)
- 1980 : Ernesto Mejía Sánchez (es) ( Mexique, né au Nicaragua)
- 1981 : Jacques Soustelle ( France)
- 1982 : José Luis Martínez (es) ( Mexique)
- 1983 : Paulette Patout[1] ( France)
- 1984 : Rubén Bonifaz Nuño ( Mexique)
- 1985 : Octavio Paz ( Mexique)
- 1986 : Alí Chumacero ( Mexique)
- 1987 : Gutierre Tibón ( Mexique, né en  Italie)
- 1988 : Ramón Xirau ( Mexique, né en  Espagne)
- 1989 : Laurette Séjourné ( Mexique, née en  Italie)
- 1990 : Adolfo Bioy Casares ( Argentine)
- 1991 : Andrés Henestrosa ( Mexique)
- 1992 : Arnaldo Orfila Reynal (es) ( Argentine)
- 1993 : Joaquín Díez Canedo ( Espagne)
- 1994 : Germán Arciniegas ( Colombie)
- 1995 : Juan José Arreola ( Mexique)
- 2000 : Arturo Uslar Pietri ( Venezuela)
- 2001 : Miguel León-Portilla ( Mexique)
- 2002 : Rafael Gutiérrez Girardot (es) ( Colombie)
- 2003 : Harold Bloom ( États-Unis)
- 2004 : José Emilio Pacheco ( Mexique)
- 2005 : António Cândido ( Brésil)
- 2006 : Margit Frenk ( Mexique)
- 2007 : George Steiner ( France,  États-Unis)
- 2008 : Ernesto de la Peña ( Mexique)
- 2009 : Alfonso Rangel Guerra ( Mexique)
- 2010 : Mario Vargas Llosa ( Pérou)
- 2011 : Eduardo Lizalde (es) ( Mexique)
- 2012 : Ignacio Bosque (es) ( Espagne)
- 2013 : Fernando del Paso ( Mexique)
- 2014 : Ida Vitale ( Uruguay)
- 2015 : Sergio Pitol ( Mexique)
- 2017 : Alberto Manguel[2] ( Canada,  Argentine)
- 2018 : Adolfo Castañón ( Mexique)
- 2019 : Héctor Perea (Mexique)
- 2020 : Carlos García Gual (es) (Espagne)
- 2021 : Liliana Weinberg Marchevsky (es) (Mexique)